# Coeriana
Coeriana là một chi bướm đêm thuộc họ Erebidae.